# Gerald Marks
Gerald Marks (13 octobre 1900 - 27 janvier 1997) est un compositeur américain de Saginaw dans le Michigan. Il est surtout connu pour la chanson All of Me qu'il a co-écrite avec Seymour Simons et qui a été enregistrée environ 2 000 fois. Il a également écrit les chansons That's What I Want for Christmas pour le film Stowaway avec Shirley Temple, et Is It True What They Say About Dixie enregistrée par Al Jolson et Rudy Vallée.